# Domkyrkokontraktet
för kontraktet med detta namn i Linköpings stift, se Domkyrkokontraktet, Linköpings stift
Domkyrkokontraktet i Stockholm är ett kontrakt inom Svenska kyrkan i Stockholms stift. 
Kontraktskoden är 1301.

## Administrativ historik
1 juli 1942 i samband med bildandet av Stockholms stift bildades Stockholms domprosteri, namnändrat före 1997 till nuvarande, från församlingar ur Stockholms konsistorium. Det omfattade vid bildandet
- Storkyrkoförsamlingen som 1989 uppgick i Stockholms domkyrkoförsamling
- Klara församling som 1989 uppgick i Stockholms domkyrkoförsamling
- Jakobs församling som 1989 uppgick i Stockholms domkyrkoförsamling
- Kungsholms församling som 2014 uppgick i Västermalms församling
- S:t Görans församling som 2014 uppgick i Västermalms församling
- Adolf Fredriks församling
- samt de ej territoriella Tyska S:ta Gertruds församling och Finska församlingen

1995 tillfördes från Bromma kontrakt
- Essinge församling som 2014 uppgick i Västermalms församling

1995 tillfördes från Stockholms norra kontrakt
- Johannes församling
- Gustaf Vasa församling
- Matteus församling

## Kontraktsprostar
| Ämbetstid | Namn                 | Levnadstid | Kommentarer                         |
| --------- | -------------------- | ---------- | ----------------------------------- |
| 1943–1955 | Olle Nystedt         | 1888–1974  | Kyrkoherde i Storkyrkoförsamlingen. |
| 1960–1962 | Bertil Ramsten       | 1894–1978  | Kyrkoherde i Kungsholms församling. |
| 1967–1970 | Ove Hassler          | 1908–      |                                     |
| 1979–1984 | Carl-Magnus Magnuson | 1919–2009  | Kyrkoherde i Kungsholms församling. |
| 2018–2021 | Martti Paananen      | 1957–      | Kyrkoherde i Finska församlingen.   |